# 维索科耶农村居民点 (沃洛格达州)
维索科耶农村居民点（俄语：Высоковское сельское поселение）是俄罗斯联邦沃洛格达州乌斯季库边斯科耶区所属的一个农村居民点。其下辖有59个居民点，行政中心为维索科耶。据2015年统计，该农村居民点的人口为1193人。